# Cavit Cav
Cavit Cav (1905 — 29 de abril de 1982) foi um ciclista de estrada olímpico turco que representou seu país em duas provas nos Jogos Olímpicos de Verão de 1928.